# Таскум
Таску́м (каз. Тасқұм) — станційне селище у складі Конаєвської міської адміністрації Алматинської області Казахстану. Входить до складу Шенгельдинського сільського округу.
Населення — 11 осіб (2021; 31 у 2009, 18 у 1999, 10 у 1989).